# Amtsbezirk Ulkebüll
Der Amtsbezirk Ulkebüll war ein Amtsbezirk im Kreis Sonderburg in der Provinz Schleswig-Holstein.
Der Amtsbezirk wurde 1889 gebildet und umfasste Teile des Forstgutsbezirks Sonderburg und die folgenden Gemeinden:
1. Kjär
2. Klinting
3. Sundsmark
4. Ulkebüll
5. Wollerup

1920 wurde der Amtsbezirk aufgelöst und die Gemeinden aufgrund der Volksabstimmung in Schleswig an Dänemark abgetreten.